# Narva (kraj Primorje)
Narva (Russisch: Нарва) is een plaats (selo) in de selskoje poselenieje van Bezverchovo binnen het district Chasanski in het uiterste zuidwesten van de Russische kraj Primorje. De plaats telt 2 inwoners (1 januari 2005) en is daarmee de kleinste nederzetting van het district.

## Geografie
De nederzetting ligt aan de gelijknamige rivier de Narva, op ongeveer 6,5 kilometer van haar instroom in de Narvabaai binnen de Amoerbaai. De plaats is via een weg van 6 kilometer lengte verbonden met de rijksweg Razdolnoje - Chasan (A189) en ligt (over de weg) op 37 kilometer van het districtcentrum Slavjanka en op ongeveer 160 kilometer van Vladivostok. 4 kilometer zuidelijker ligt het dichtstbijzijnde spoorstation bij de wisselplaats Pozjarski.

## Geschiedenis
De plaats werd gesticht in 1924 en droeg oorspronkelijk de Chinese naam Balastny Rarjer Sidimi (Баластный Карьер Сидими), maar in 1972 liet de Sovjetregering alle Chinese namen vervangen door Russische en werd de huidige naam aangenomen.
Bestuurlijk centrum: Slavjanka

Andrejevka · Bamboerovo · Barabasj · Barsovy · Baza Kroeglaja · Bezverchovo · Chasan · Filippovka · Gvozdevo · Kamysjovoje · Kedrovaja · Kraskino · Kravtsovka · Lebedinoje · Majak Bjoesse · Majak Gamova · Narva · Ovtsjinnikovo · Perevoznoje · Pojma · Posjet · Pozjarski · Primorski · Provalovo · Risovaja Pad · Rjazanovka · Romasjka · Sjachtjorskoje · Soechaja Retsjka · Soechanovka · Tsoekanovo · Vitjaz · Zajsanovka · Zanadvorovka · Zaroebino